# Marianne Larsen
Inger Marianne Larsen (født 27. januar 1951 i Kalundborg) er en dansk digter.
Hun blev i 1970 sproglig student fra Kalundborg Gymnasium og læste dansk på Københavns Universitet og siden litteraturvidenskab og kinesisk. Arbejdede ved siden af studierne og sit begyndende forfattervirke i perioder på fabrik og hospital, og var politisk aktiv på venstrefløjen. I 1975 modtog Marianne Larsen Statens Kunstfonds 3-årige legat; derefter valgte hun at blive forfatter på fuld tid. Hun gendigtede i 1976 som den første (til dansk) den berømte kinesiske forfatter Lu Xuns prosadigte fra originalsproget (dansk titel: Ukrudt).
Marianne Larsen skrev eventyr og historier allerede som barn og debuterede som 18-årig med digte i Hvedekorn. Trods en indadvendt karakter – som Marianne Larsen selv indrømmer det: "Jeg forbeholder mig retten til at være genert" – var hun især i i 1970'erne særdeles aktiv med politiske og lyriske kollektivprojekter og deltagelse i kabareter med tekst og skuespil.
Debuten Koncentrationer, 1971, rummer drømmeagtige, surreelle digte, hvor forskellige verdener og sprog støder sammen. I de efterfølgende bøger fremskrives og tydeliggøres hendes kritiske engagement og solidaritet med de undertrykte i samfundet. I sine knapt 40 digtsamlinger og prosabøger skriver hun ud fra den forestilling, at sproget er en del af verden. Det kan bruges af magthaverne til psykisk og politisk undertrykkelse, men Marianne Larsen peger samtidig på, at sproget slår sprækker, og at digteren i denne proces kan opsøge nye oplevelser og muligheder.
1989 debuterede hun som romanforfatter med Gæt hvem der elsker dig, der blev startskuddet til romanserien om Kalundborgpigen Bodils opvækst i provinsen i 1950’erne og senere omtumlede liv frem til 1980’erne, som det skildres i romanerne Fremmed lykke, 1990, og Galleri Virkeligheden, 1992.
Marianne Larsens digte er blevet oversat og trykt i adskillige udenlandske tidsskrifter. Hun har også skrevet børnebøger selv og sammen med andre. Blandt en lang række af legater og priser har hun modtaget Otto Benzons Forfatterlegat 1980, Johannes Ewald-Legatet 1981, Martin Andersen Nexø-Legatet 1990 og Holger Drachmann-legatet 2012. I 1989 blev hun tildelt Statens Kunstfonds livsvarige ydelse.

## Udgivelser af og om Marianne Larsen
1. Koncentrationer, 1971
2. 21 digte, 1972
3. Overstregslyd, 1972
4. Det tegnede, 1973
5. Et stykke papir på stranden, 1973
6. Noget tegnet syv gange, 1973
7. Ravage : portrætter, prosastykker, digte, 1973
8. Billedtekster : Uskønskrifter, 1974
9. Cinderella, 1974
10. En fra gaden, 1974
11. Punkter i en meget uvirkelig dag!, 1974
12. Sætninger, 1974
13. Søndagsfamilie, 1974
14. Fællessprog, 1975
15. Modsætninger, 1975
16. Aforismer, 1976
17. Det må siges enkelt, 1976
18. Handlinger, 1976
19. Ukrudt : prosadigte 1924-26, 1976
20. Hvem er fjenden? : Klassepoesi, 1977
21. Konfirmationstraume, 1977
22. Lad os kalde tingene ved deres rette navne, 1977
23. Meddelelse fra en slave, 1977
24. Opgørelse følger, 1978
25. Under jordskælvet i Argentina, 1978
26. De fremmede, 1979
27. Det kunne være nu, 1979
28. Eftermiddag er ny, 1979
29. En tyvs død, 1979
30. Det kan også være ligemeget, 1980
31. Digt, 1980
32. Hinandens kræfter, 1980
33. Marianne Larsen – et udvalg, 1980
34. Sara, 1980
35. To tilfælde, 1980
36. At ville, jeg kan, vi gør! : Om børns og voksnes liv sammen, 1981
37. Der er et håb i mit hoved, 1981
38. Det var da mine penge, 1981
39. Maja pjækker, 1981
40. Al den venten, 1982
41. Bag om maskerne, 1982
42. Jeg spørger bare : fortællinger om digte (ikke kun) for unge, 1982
43. Morgenstemning, 1982
44. Og verden kan ikke erobres bagfra : En arbejdsbog om Marianne Larsen og hendes forfatterskab, 1982
45. Susi, din mad bliver kold, 1982
46. Dagbogsleg 1958-1983, 1983
47. I dag og i morgen : digte (ikke kun) for unge, 1983
48. Kære levende, 1983
49. Kærlighedsliv, 1983
50. Meditation, 1983
51. Skamferet, 1983
52. Udvalgte digte 1969-82, 1983
53. Direkte, 1984
54. Hareungen uden frygt – og andre historier, 1984
55. Udstillingsbillede, 1984
56. 14 år, 1985
57. De andre, den anden, 1985
58. Den umoralske ensomhed, 1985
59. I skal ikke være bange for ordene, 1985
60. Pludselig dette, 1985
61. Den lille natur og den store by, 1986
62. Flygtning, 1986
63. Hr. Krone og fru Grøn, 1986
64. Ørkenroser, 1986
65. Hvor du er, 1987
66. I timerne og udenfor, 1987
67. Taber og vinder, 1987
68. Først i oktober, 1988
69. Trille og Tralle, 1988
70. En skønne dag, 1989
71. Giv bare kærligheden skylden, 1989
72. Gæt hvem der elsker dig, 1989
73. Lysende kaos, 1990
74. Fremmed lykke : fra begyndelsen af 70´erne, 1990
75. Fri stil – fantomtid, 1991
76. Galleri Virkeligheden : fra 70´erne og 80´erne, 1992
77. Den heldige vinder, 1993
78. Via Media, 1993
79. Barndommens kupé : en drøm, 1994
80. Skyggekalender : digte, 1994
81. Chance for at danse : sladderhistorier om at blive svimmel, 1995
82. Ord-fnug, 1995
83. I en venten hvid som sne, 1996
84. Gæster hos hinanden i 90'erne, 1998
85. Lille dansk sindsjournal, 1998
86. Alder, 2000
87. Drømmerens børn : fata morgana for hjemmevideo, 2000
88. Lystseere, 2000
89. Portrættegneren der ville være på højde med det uafklarede : Digte, 2000
90. Memorabilia, 2001
91. En skrivefølelse, 2002
92. Hættekvinde : Anonym/intim, 2002
93. To alvorlige piger med penge, 2002
94. Balotti og andre børn, 2003
95. Tilskuerens øjeblik : digte, 2003
96. Par i disede haver : digte, 2004
97. Simsalabim : skrivelser for tiden, 2006
98. Stjerne for en frafalden : prosadigte, 2006
99. Den forelskede unge : Roman, 2007
100. Særskilte stillinger : Digte, 2008
101. Hvis en morgen en hittevoksen : Digte, 2010

## Digte fra de seneste år
- Larsen, Marianne (2011). Sig mig et underjordisk træ med vindens udtale : et blues-digt (1. udgave). Valby: Borgen. ISBN 978-87-21-03655-3.
- Larsen, Marianne (2011). I en alder af ukendte dimensioner : et udvalg : nature events og andre digte. Serie 3 (Århus). Århus: Jorinde & Joringel. ISBN 978-87-7322-236-2.
- Larsen, Marianne (2012). Med skyer under fødderne : fantasterier (1. udgave). Valby: Borgen. ISBN 978-87-21-03683-6.
- Larsen, Marianne (2013). Umulighedsportal - i ubestemt engangslys (1. udgave). Valby: Borgen. ISBN 978-87-21-03700-0.
- Larsen, Marianne (2015). Hændelser i stresset melankoli - med automatiske æbler : digte. Kbh.: Gyldendal. ISBN 978-87-02-16649-1.
- Larsen, Marianne (2016). Og tiden i vild tilstand mod min hud : digte. Kbh.: Gyldendal. ISBN 978-87-02-20928-0.
- Larsen, Marianne (2016). Fællessprogstrilogien. Kbh.: Asger Schnacks Forlag. ISBN 978-87-998379-3-9.
- Vest, Nils; Larsen, Marianne (2018). Rosens sjæl (1. udgave). Kbh.: Nils Vest Film. ISBN 978-87-993966-1-0.
- Larsen, Marianne (2018). Sviml ud : digte (1. udgave). Kbh.: Gyldendal. ISBN 978-87-02-27047-1.
- Larsen, Marianne (2021). Den morgen jeg tilfældigvis ikke var et insekt i september : digte. Kbh.: Asger Schnack. ISBN 978-87-93718-22-7.
- Larsen, Marianne (2024). På en skala fra havblik til forestillinger om lettelsens suk : digte (1. udgave). Valby: Ekbátana. ISBN 978-87-94299-24-4.